# Oricon
Oricon Inc. (яп. オリコン株式会社 орикон кабусики-гайся, «Орикон») — японская компания, предоставляющая статистику и информацию о музыке и музыкальной индустрии Японии. Официально датой основания компании является 1 октября 1999 года, однако она была создана на основе другой компании, которая называлась Original Confidence Inc. (яп. 株式会社オリジナルコンフィデンス кабусики-гайся оридзинару конфидэнсу, англ. «Оригинальная уверенность»). Эта компания была основана Соко Коикэ в 1967 году и стала известна своими хит-парадами. Oricon первоначально была подразделением Original Confidence.
С 2001 года владеет Oricon Entertainment Inc.

## История
- 1 октября 1999 года — основание Oricon Direct Digital (яп. 株式会社おりこんダイレクトデジタル кабусики-гайся орикон дайрэкуто дидзитару).
- Июнь 2001 — название компании сменилось на Oricon Global Entertainment (яп. オリコン・グローバルエンタテインメント株式会社 орикон гуро:бару энтатэйммэнто кабусики-гайся).
- Июль 2002 — название компании сменилось на Oricon Inc. (яп. オリコン株式会社 орикон кабусики-гайся).

## Чарты
- Синглы (с 1968 г.)
- Альбомы (с 1987 г.)
- Караоке (с 1987 г.)
- Треки (с 2004 г.)
- DVD (с 1999 г.)
- Long Hit Album Catalogue (с 2001 г.)